# Anthocoris nemoralis
Anthocoris nemoralis, auch Gemeiner Lausjäger genannt, ist eine Wanze aus der Familie der Blumenwanzen (Anthocoridae).

## Merkmale
Die Wanzen werden 3,3 bis 4,1 Millimeter lang. Die Arten der Gattung Anthocoris sind teilweise sehr schwer bestimmbar. Die Hemielytren von Anthocoris nemoralis sind nur am Cuneus, dem äußeren Teil des Emboliums entlang dem Außenrand und am Apex des Coriums glänzend. Das erste Fühlerglied ist dunkel, das zweite ist teilweise basal blass. Die Hemielytren sind im Vergleich zu Anthocoris nemorum verhältnismäßig dunkel und auch etwas unterschiedlich gemustert. Die Unterscheidung von Anthocoris confusus ist sehr schwer. Diese ähnliche Art hat in der Regel etwas dunkler gefärbte Schenkel (Femora).

## Verbreitung und Lebensraum
Die Art ist in Europa, mit Ausnahme des Nordens weit verbreitet und kommt auch um das Mittelmeer vor. Im Osten erstreckt sich die Verbreitung bis zum Kaukasus. Sie wurde durch den Menschen in Nordamerika eingeschleppt. Sie ist in Mitteleuropa weit verbreitet und häufig. Sie steigt in den Alpen bis etwa 1300 Meter Seehöhe. In Großbritannien ist die Art weit verbreitet und häufig, allerdings auf der niedrigen Vegetation weniger häufig als Anthocoris nemorum. Besiedelt werden im Gegensatz zu Anthocoris nemorum eher trockenere und wärmere, offene Lebensräume.

## Lebensweise
Die Tiere leben auf verschiedenen Arten von Laubgehölzen und Zwergsträuchern, nur selten auch in der Krautschicht. Sie ernähren sich räuberisch von Blattläusen und Blattflöhen und deren Larven, von Fransenflüglern und Spinnmilben. Sie sind bei der Auswahl ihrer Wirtspflanzen nicht wählerisch, man findet sie aber häufig in großer Zahl auf Weißdornen (Crataegus) oder Eschen (Fraxinus). Durch ihre räuberische Lebensweise gelten sie in der Landwirtschaft, wie etwa im Obstanbau, als Nützlinge. Die Überwinterung erfolgt als Imago unter Rindenschuppen, wobei die Männchen anders als die Weibchen meist den Winter nicht überleben. Wie auch andere Arten ihrer Gattung findet man sie im Frühjahr an Weiden beim Saugen an den Pollen der Weidenkätzchen. Die Eiablage erfolgt einzeln in Blattgewebe. Die Nymphen treten ab Mai und Juni auf und sind bis Juli adult. In England und dem Süden Russlands kommt eine zweite Generation pro Jahr im August und September vor. In Mitteleuropa entwickelt sich offenbar nur eine Generation.

## Belege